# Obereopsis javaensis
Obereopsis javaensis là một loài bọ cánh cứng trong họ Cerambycidae.